# مارغريت (قمر)
مارغريت (بالإنجليزية: Margaret) هو قمر غير نظامي ذو حركة رجعية لأورانوس اكتشفه سكوت شيبارد سنة 2003 وأخذ التعيين المؤقت S/2003 U 3 كما يعرف باسم أورانوس الثالث والعشرين واسمه مشتق من مسرحية جعجعة بلا طحن لويليام شكسبير.
يبلغ انحراف مارغريت57 درجة وهو عند حد الثبات وفق تعريف آلية كوزاي. وعند هذا الحد بسبب الاضطراب الشمسي فإنها تسبب أصطدام الأقمار أو طردها من مدارها خلال 10 ملايين سنة إلى مليار سنة وحسب التقديرات فإن مارغريت مرتبط في مداره منذ 1.5 مليون سنة.
يبلغ أعلى قيمة الشذوذ المداري لمارغريت 0,7979 وهذا ما يجعله أكثر شذوذ مداري لقمر معروف حتى الآن في المجموعة الشمسية. إلا أن متوسط الشذوذ المداري لنريد أعلى